# الشليلة
مدينة الشليلة هي منطقة سكنية تبعد حوالي 55 كم عن مدينة أبوظبي بدولة الإمارات العربية المتحدة باتجاه طريق دبي، وتبعد عن مدينة الشهامة 10 كم وعن الباهية حوالي 12كم، ويمكن الوصل إلى الشليلة عن طريق جسر العجبان الذي يقع علي الطريق الرئيسي الرابط بين أبوظبي ودبي بين مدينة الرحبة ومدينة السمحة.
تمتاز مدينة الشليلة بمجاورتها للخليج العربي من جهتي الشمال والغرب ومن أشهر معالم هذه المدينة الصغيرة حديقة أطفال تقع بالقرب من جسر العجبان، كما تحوي على عدد من المسابح المخصصة للنساء مغطاة ومؤمنة بالحراسة وبشكل مجاني وبها شواطئ جميله تطل على مجموعة من الجزر، وتتكون الشليلة من ثلاثة مناطق رئيسية منها ( شليلة الشاطئ الجديد ) والشليلة البنية